# Piattaforma carbonatica

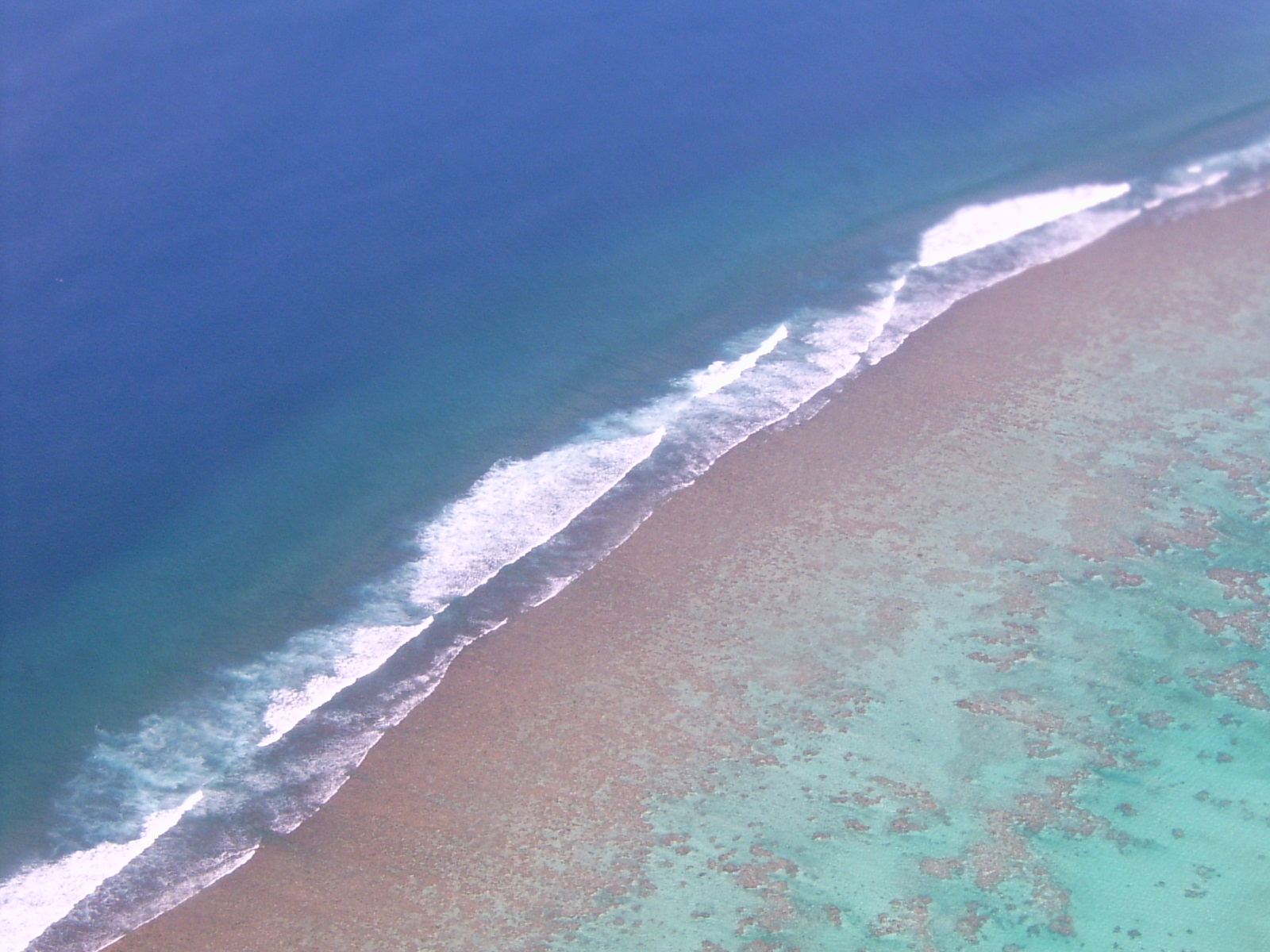
Tipico margine di piattaforma carbonatica (Isole Cook, Nuova Zelanda), che mostra la transizione tra la barriera corallina (reef) e la laguna (verso destra nell'immagine), e tra la barriera stessa e il mare aperto (verso sinistra), delineando una caratteristica successione di ambienti: avanscogliera (verso mare), scogliera biocostruita e retroscogliera (verso terra). Ciascuno di questi ambienti è caratterizzato da un particolare ecosistema e da peculiari modalità di sedimentazione.

Con il termine piattaforma carbonatica si intende, in sedimentologia e in biologia, un'area situata in ambiente marino o lacustre, caratterizzata da un rilievo topografico più o meno accentuato e da un'elevata produzione di materiale carbonatico autoctono di origine prevalentemente biogenica, derivato dall'accumulo di parti dure di organismi a scheletro calcareo oppure dalla precipitazione di carbonato indotta dall'attività di organismi viventi.

## Definizione
Il termine deriva dalla morfologia generalmente tabulare di questi corpi geologici e dal fatto che i sedimenti componenti sono carbonatici.
Una piattaforma carbonatica è un complesso molto articolato, che comprende diversi ambienti.
I termini piattaforma carbonatica e Barriera corallina (reef) non sono sinonimi. Una barriera corallina è una scogliera bio-costruita e costituisce una parte della piattaforma carbonatica: tipicamente la sua fascia marginale esterna (più o meno estesa). Un esempio di piattaforma sviluppata lungo una costa continentale, in cui la parte di reef è molto estesa, è la Grande Barriera Corallina australiana.
D'altro canto, sono esistiti nella storia geologica complessi di piattaforma carbonatica privi di un vero e proprio reef (esempi molto studiati sono le piattaforme del Triassico, molto diffuse nelle Dolomiti e in tutte le Alpi meridionali). Anzi, i complessi di reef sono presenti in realtà solo in alcuni periodi della storia della terra.

## Descrizione
È importante sottolineare che, mentre tutti gli altri tipi di sedimento si accumulano passivamente sotto l'azione degli agenti atmosferici, i sedimenti di piattaforma carbonatica (essendo strettamente legati all'attività biologica) "crescono" attivamente. Quindi in questo caso la biocenosi (la comunità degli organismi viventi) è strettamente interconnessa con l'ambiente sedimentario (l'ambiente fisico e l'insieme dei processi che lo caratterizzano) e ne è parte attiva, molto più che negli altri tipi di ambiente. I ricercatori hanno coniato il termine factory(letteralmente "fabbrica") per definire questo ambiente sedimentario come l'insieme della piattaforma e della comunità biologica che la produce, in un determinato momento della storia geologica. Un'importante conseguenza di ciò è che i sedimenti di piattaforma carbonatica sono per la maggior parte autoctoni (cioè originatisi nel luogo stesso della sedimentazione o in aree strettamente adiacenti), mentre i sedimenti clastici sono nella maggior parte dei casi alloctoni (si sono cioè deposti in aree più o meno lontane da quelle di origine, sotto l'azione degli agenti atmosferici).

### Sedimentazione e attività biologica
La precipitazione del carbonato di calcio avviene nelle aree di piattaforma carbonatica secondo tre modelli:
- precipitazione abiotica. Controllata dalle leggi della termodinamica. I fattori principali sono temperatura e pressione, ma hanno una influenza rilevante anche le condizioni cinetiche dell'ambiente, come l'energia delle acque e la mescolanza di acque con diverso tenore di CO2[4]: la rimozione di anidride carbonica per diluizione o per degassazione può infatti portare alla precipitazione di CaCO3 in acque sovrassature in carbonato di calcio. Esempi di questo tipo sono cementi aragonitici o di calcite magnesiaca precipitati in acque calde e agitate, spesso in strutture tipiche come le ooliti.
- precipitazione indotta biologicamente. Questo meccanismo implica che le condizioni ambientali favorevoli alla precipitazione sono determinate dalla presenza e dall'attività di organismi viventi e dal loro metabolismo, i quali però hanno scarsa o nulla influenza sulle modalità della precipitazione stessa e sul prodotto finale. Esempi caratteristici sono i carbonati micritici (fanghi) di origine batterica. In questo caso, l'attività fotosintetica porta alla rimozione di CO2 dal sistema, favorendo la precipitazione di carbonato di calcio.
- precipitazione controllata biologicamente. In questo caso sono gli organismi a determinare in maniera diretta l'inizio e lo sviluppo della precipitazione e le caratteristiche del prodotto finale. L'esempio più tipico attuale sono i coralli e altri organismi che estraggono dalle acque il carbonato di calcio trasformandolo in strutture scheletriche per opera del proprio metabolismo.

### Comunità biologica

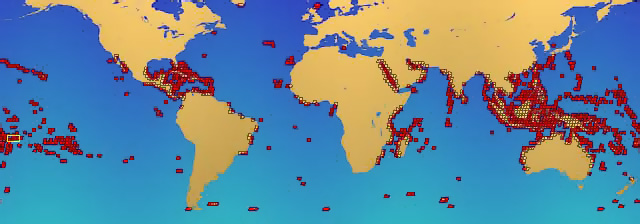
Ubicazione nel mondo delle principali bio-costruzioni a coralli. Come si vede, anche se la maggior parte di queste sono situate nei mari caldi, bioherme a coralli sono presenti anche a latitudini elevate e in acque temperato-fredde.

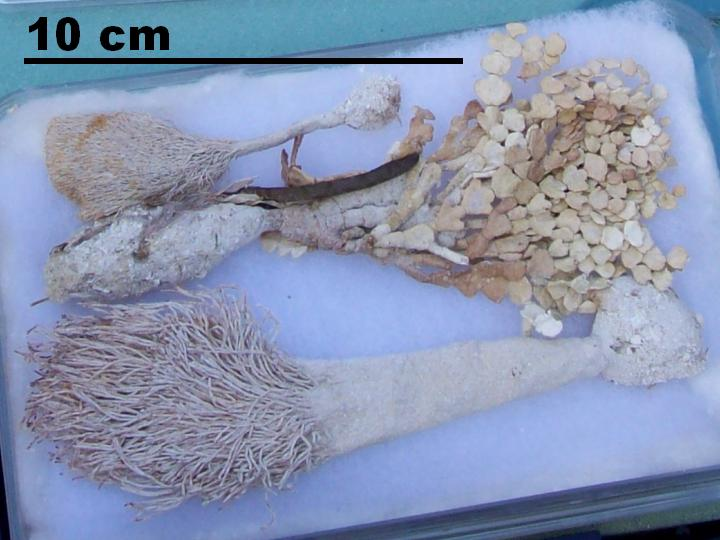
Alghe verdi calcaree appartenenti ai generi Halimeda (con fronde costituite da segmenti tondeggianti) e Penicillus (con fronde a ciuffo). Questi organismi danno un contributo determinante alla costruzione di molte piattaforme carbonatiche a latitudini temperato-tropicali.

Le piattaforme carbonatiche attuali e le comunità biologiche che le supportano si rinvengono entro un ampio intervallo di temperatura, salinità e profondità: si trovano sia in acque fredde, alle medie e alte latitudini, sia in acque calde, e sono il prodotto dell'attività di comunità molto diverse. I principali gruppi che costituiscono bio-costruzioni sono:
- Cianobatteri. Noti impropriamente anche come alghe blu-verdi o anche alghe azzurre. Sono organismi unicellulari, procarioti e autotrofi. Si tratta di organismi coloniali, altamente efficienti nella fotosintesi, potendo utilizzare anche parti dello spettro cromatico non utilizzabili dalle alghe vere e proprie, e possono perciò sopravvivere in condizioni di scarsissima illuminazione, come quelle dei fondali marini o lacustri molto al di sotto della zona fotica. Le colonie di cianobatteri non hanno parti scheletriche calcaree, ma la loro attività metabolica può indurre la precipitazione del carbonato di calcio dalle acque.
- Alghe calcaree. Presenti sia in acque marine (ad esempio molte specie di alghe rosse) che in acque dolci (ad esempio le caroficee). Sono anche il gruppo in assoluto più diffuso in latitudine, essendo presenti sia in acque temperato-fredde che in acque calde tropico-equatoriali. Essendo organismi fotosintetici, sono limitati alla zona fotica, in cui la luce solare è sufficientemente forte da sostentare la fotosintesi.

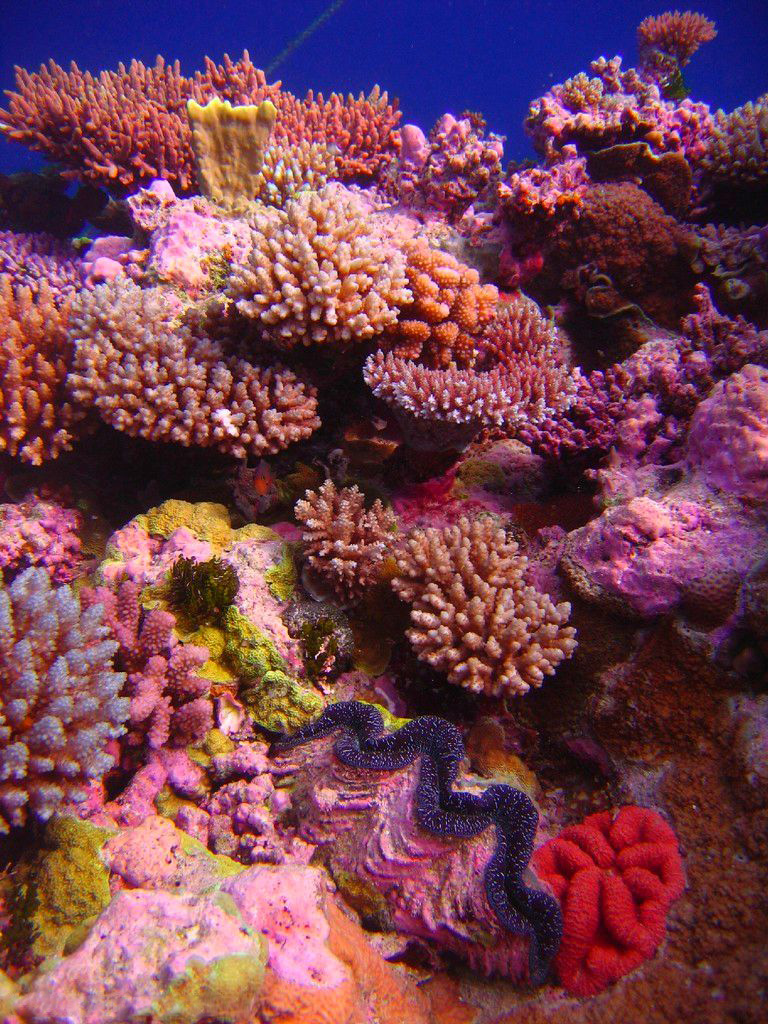
Colonie ramificate di coralli (genere Acropora) in posizione di vita, dal Mar dei Coralli (Oceania).

- Coralli ermatipici. Sono i coralli che vivono in simbiosi con alghe verdi unicellulari (Zooxanthellae). Come tutti gli animali, sono in realtà organismi eterotrofi, ma vivendo in simbiosi con alghe verdi, sono strettamente vincolati alla disponibilità di luce solare. Sono quindi limitati alla zona fotica. Sono organismi sia coloniali che solitari. In quest'ultimo caso sono spesso gregari[5].
- Coralli aermatipici. Coralli non-simbiotici con alghe verdi, quindi non limitati alla zona fotica e non limitati dalla latitudine, potendo vivere anche in acque fredde (fino a qualche grado centigrado) e profonde. Anche in questo caso possono essere sia coloniali che gregari. Spesso non producono vere e proprie scogliere organogene, ma riescono ad intrappolare sedimento fino a formare banchi organogeni (con scarso rilievo sui sedimenti circostanti), in genere con morfologia tabulare o tondeggiante (mound, per usare il termine anglosassone). Tuttavia, con il progredire dei mezzi tecnologici di indagine oceanografica, si è constatato che questi organismi danno luogo anche a vere e proprie bioerme in ambiente marino profondo (fino ad oltre 1000 metri di profondità)[6].
- Vermetidi. Sono gasteropodi con conchiglia ad avvolgimento complesso e parzialmente svolta. Costituiscono estesi accumuli lungo costa in mari sia temperati che tropicali in associazione con alghe calcaree. Gli accumuli delle conchiglie di questi organismi, mediante processi di cementazione precoce del carbonato di calcio, danno luogo a bio-costruzioni note come piattaforme a vermeti o trottoir a vermeti. Sono presenti in acque a salinità normale (36 per mille) fino ad acque salmastre (intorno al 25 per mille).
- Ostreidi. Molluschi bivalvi incrostanti e gregari. Vivono a bassa profondità cementandosi al substrato e danno luogo a banchi organogeni di estensione limitata. Si trovano in un ampio intervallo di salinità, da normale a iposalino (spesso questi banchi si rinvengono alle foci dei fiumi).
- Serpulidi. Anellidi policheti dotati di un tubo esterno calcareo, gregari, che formano colonie in cui gli individui crescono cementandosi gli uni agli altri. Si trovano in un intervallo molto ampio di salinità, potendo vivere (a seconda delle specie) in ambienti iposalini e ipersalini e in condizioni schizoaline.[7]

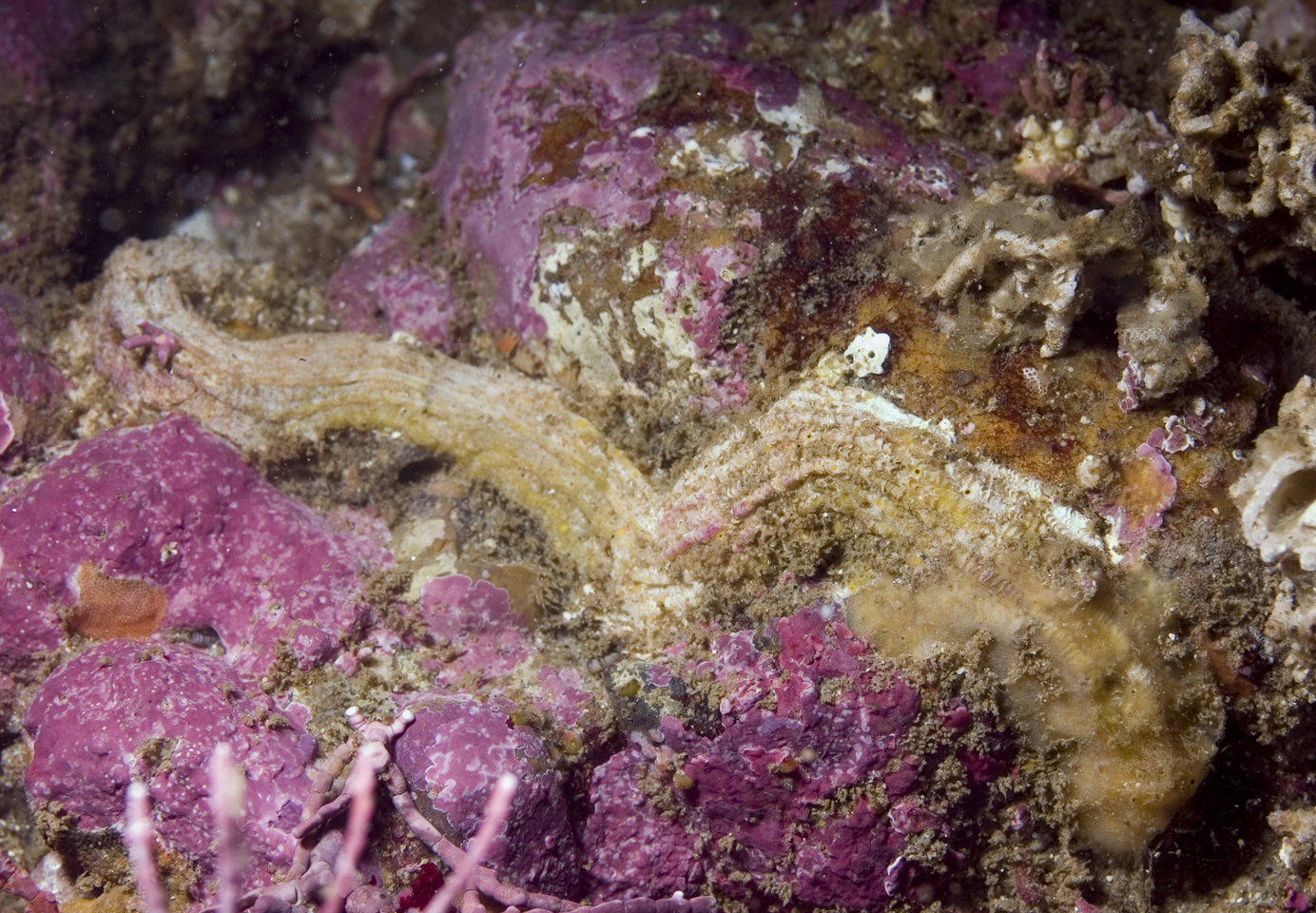
Un vermetide del genere Serpulorbis in posizione di vita, associato ad alghe corallinacee (alghe rosse).

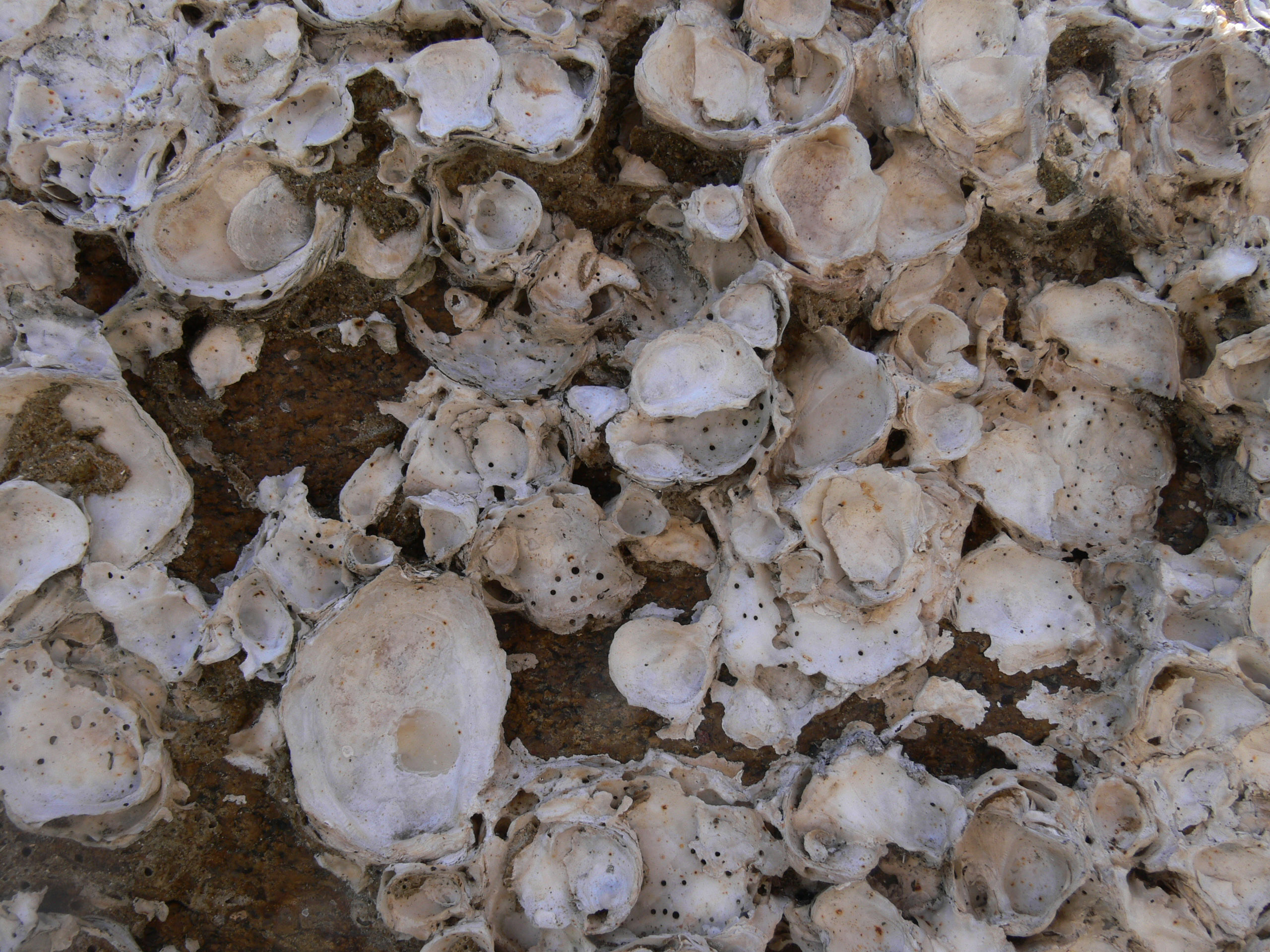
Un banco sub-fossile di ostreidi (di età quaternaria), in posizione di vita. Notare le conchiglie cementate tra loro, la cui forma in parte si adatta a quella dello spazio lasciato disponibile dagli esemplari adiacenti.

In realtà molti altri gruppi faunistici contribuiscono secondariamente alla costruzione delle piattaforme carbonatiche, come i poriferi (spugne), i briozoi, i crinoidi, diversi gruppi di bivalvi e gasteropodi, concorrendo a consolidare il sedimento e a mantenere il rilievo della bio-costruzione (oltre che ad incrementare la biodiversità della factory).

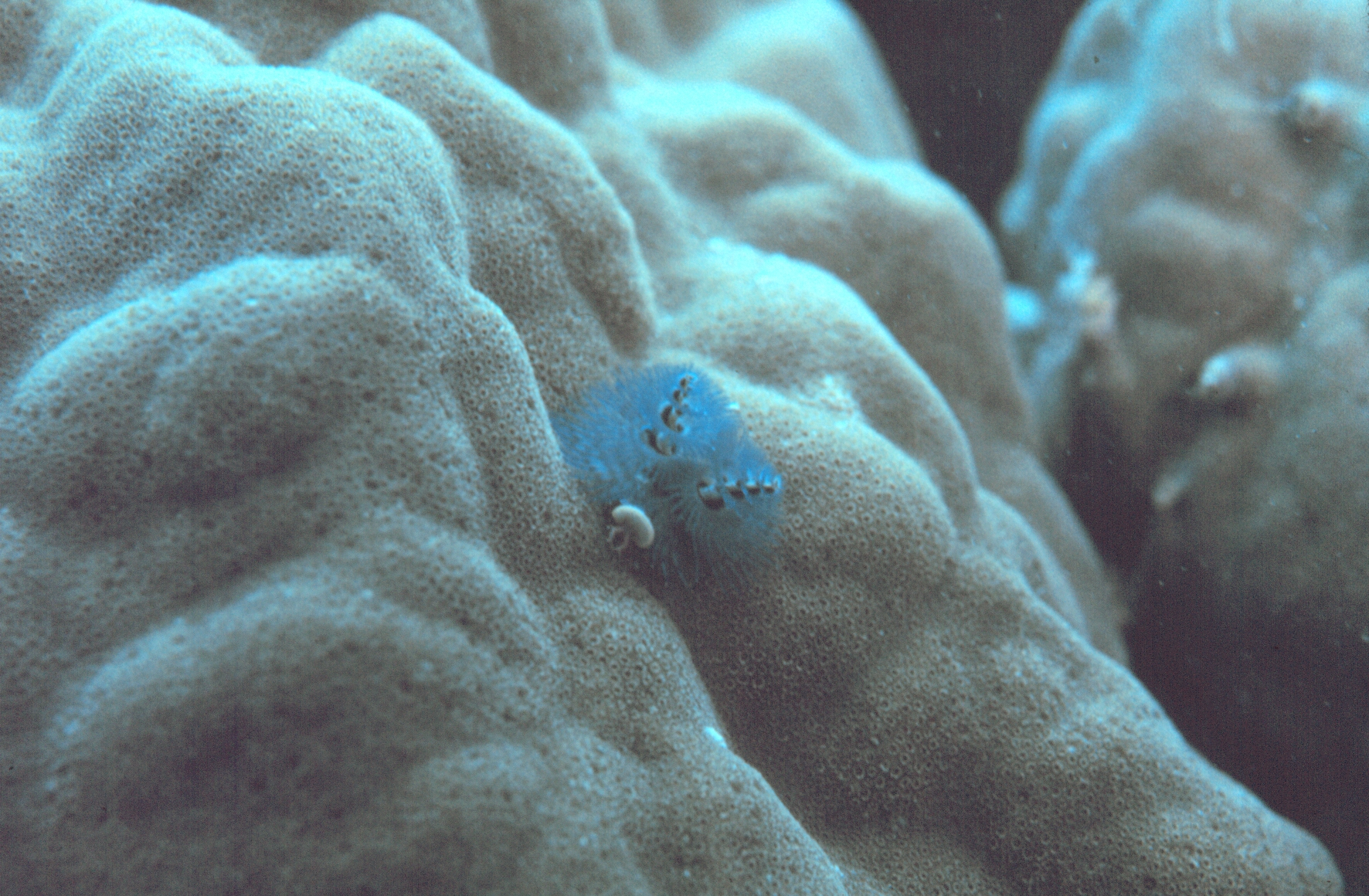
Un serpulide cresciuto su una colonia corallina. Notare la colonia di tipo massiccio, non ramificato.

Vari fattori, come un aumento eccessivo del tasso di subsidenza, un incremento eccessivo e subitaneo del livello marino, la mancanza di nutrienti, variazioni di temperatura e di salinità dovute a cambiamenti nella circolazione oceanica, proliferazione incontrollata di predatori degli organismi bio-costruttori, inquinamento, possono portare ad una crisi, anche irreversibile, della comunità che sostiene la piattaforma e causarne quindi l'annegamento e la morte. Analogamente, un abbassamento improvviso del livello marino può portare ad emersione gran parte della piattaforma e causare la morte della sua comunità biologica.

### Tipologia
La classificazione di Schlager (2000) è quella più seguita attualmente nell'ambito della ricerca. Questa distingue tre tipi principali di factory:
- Factory tropicale (tropical factory), costituita dalle comunità di piattaforma di bassa profondità in acque calde di aree inter-tropicali.
- Factory di acque fredde (cool-water carbonate factory), costituita da comunità di acque a bassa temperatura e/o di medie e alte latitudini. Possono sussistere in un ampio intervallo batimetrico, dal livello del mare ad un migliaio di metri di profondità.
- Factory di accumulo micritico[9] (mud-mound factory), conosciute solo da esempi fossili, sono costituite da sedimenti fangosi litificati derivati probabilmente da attività batterica; potevano crescere sia in acque profonde che in acque superficiali.

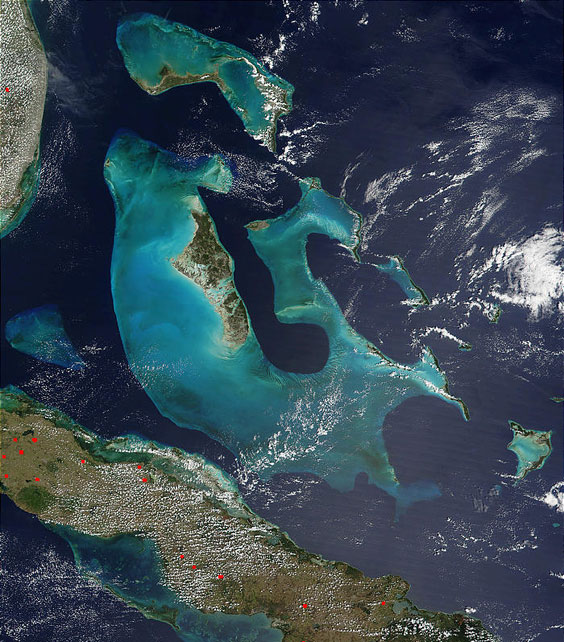
Fotografia satellitare dell'arcipelago delle isole Bahamas. Si tratta in realtà di un complesso di piattaforme carbonatiche visibili come altifondi marini a profondità notevolmente più bassa rispetto alle aree oceaniche circostanti (più chiare nell'immagine fotografica), di cui le isole vere e proprie costituiscono solo la parte emersa. La piattaforma più estesa è il Great Bahama Bank, che supporta l'isola di Andros, la più grande dell'arcipelago. Questa piattaforma è attraversata da una lingua di acqua profonda (fondale oceanico)

Questa classificazione è seguita sostanzialmente anche in questa voce, anche se si è preferito definire i tipi come piattaforme piuttosto che come factory, per varie ragioni essenzialmente didattiche. Inoltre, le piattaforme di acque fredde sono state suddivise ulteriormente tra tipi di bassa e di elevata profondità: le piattaforme di bassa profondità sono infatti sostanzialmente diverse da quelle profonde perché ancora controllate dalle oscillazioni del livello marino e per la presenza di facies protette in posizione interna. Ancora, le piattaforme lacustri, che si sviluppano in acque lacustri dolci, iposaline o ipersaline, meritano un capitolo a parte.

#### Piattaforme tropicali di bassa profondità

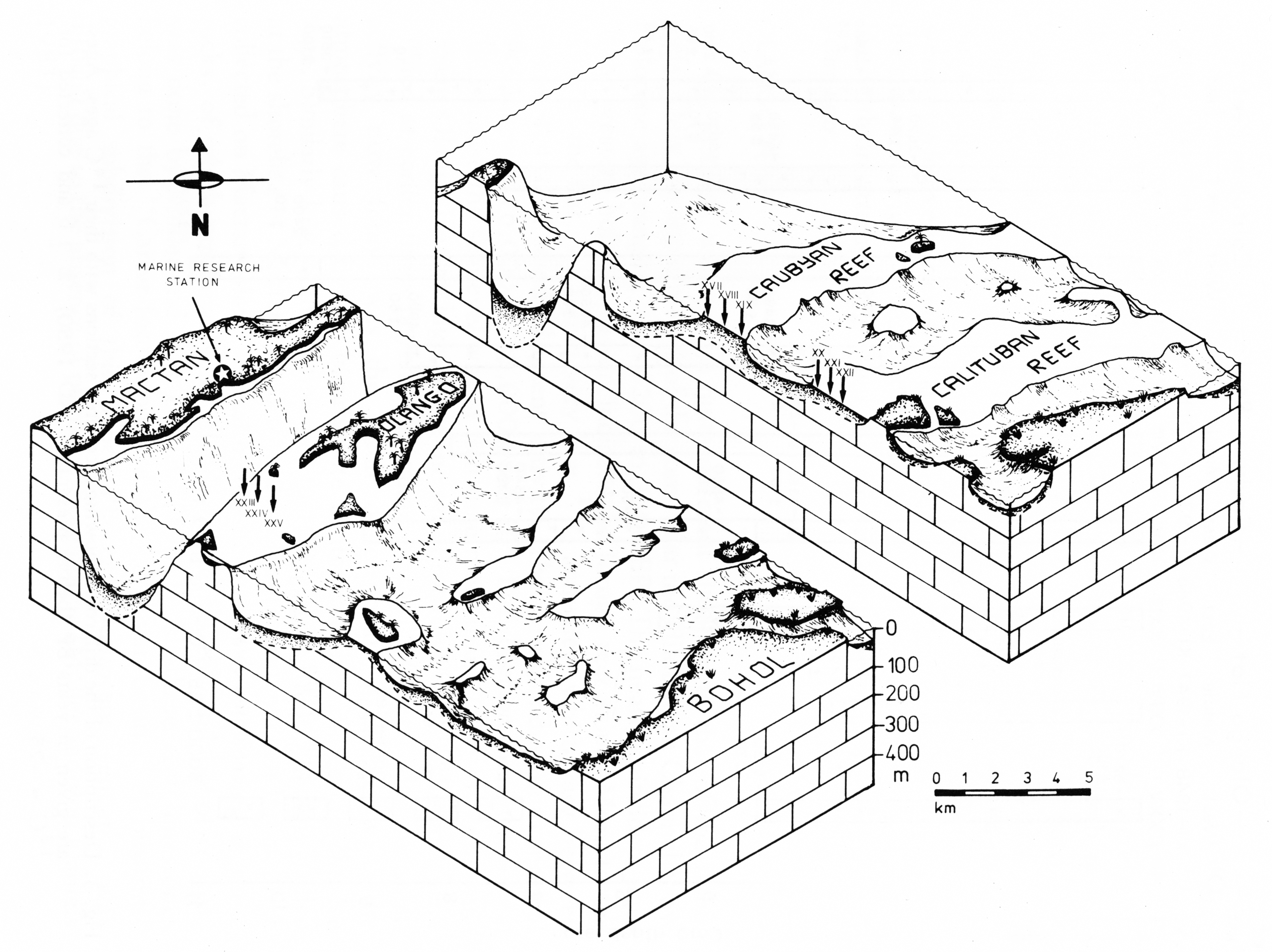
Diagramma a blocchi che mostra una tipica configurazione delle aree di piattaforma carbonatica tropicali, con alternanza tra piattaforme carbonatiche vere e proprie e solchi intra-piattaforma a sedimentazione bacinale. Isole Filippine.

Le piattaforme carbonatiche più sviluppate e più tipiche sono quelle di ambiente marino e di clima tropico-equatoriale, con acque molto pulite e ben ossigenate, generalmente povere di nutrienti, e sono degli indicatori ambientali molto sensibili alla presenza di inquinamento (di origine sia naturale che antropica) e alle variazioni del clima. Si trovano attualmente solo in acque calde (>20 °C di temperatura media annua), in una fascia latitudinale compresa tra 30° S e 30° N. Un tipico esempio di piattaforma carbonatica attuale è costituito dalle isole Bahamas. Si tratta di aree più o meno estese, a bassa profondità d'acqua (mediamente di pochi metri), con zone più profonde di laguna interna e spesso bordate verso il mare aperto da un sottile margine di reef o bioerma (scogliera bio-costruita). Gli organismi bio-costruttori sono principalmente autotrofi (alghe calcaree) o comunque strettamente dipendenti dalla luce solare (coralli ermatipici, simbionti con alghe verdi). Le aree di piattaforma interna sono caratterizzate dalla proliferazione di organismi come alghe calcaree, coralli non biocostruttori, crinoidi e molluschi. I sedimenti interni alle aree di piattaforma sono prevalentemente fanghi carbonatici derivati principalmente dalla disintegrazione degli scheletri calcarei delle alghe. Sono frequenti, soprattutto nelle facies ad alta energia come spiagge e barre sommerse, particelle e granuli di materiale carbonatico derivati da precipitazione chimica non indotta o controllata biologicamente, come le ooliti. 
Le piattaforme carbonatiche di questo tipo sono in generale caratterizzate morfologicamente da un rilievo topografico più o meno accentuato nei confronti delle aree circostanti e tendono a "crescere", cioè a propagarsi in verticale e in orizzontale, progradando sui sedimenti neritici o bacinali intorno, a causa del surplus di materiale carbonatico prodotto dagli organismi viventi. Questo materiale in eccesso si accumula tipicamente in una fascia di detrito esterna al margine della piattaforma, sulla scarpata di raccordo con i sedimenti di bacino, con granulometria fino a molto grossolana.

#### Piattaforme di bassa profondità in acque temperato-fredde
Sono piattaforme presenti alle medie e alte latitudini, caratterizzate dalla predominanza di organismi bio-costruttori interamente eterotrofi (molluschi, anellidi, coralli non-simbionti). Gli organismi autotrofi (alghe calcaree) sono spesso presenti in percentuale molto variabile, e talora forniscono un contributo significativo. Le bioerme di questo tipo sono generalmente di dimensioni più ridotte. I sedimenti più diffusi sono composti da frammenti scheletrici calcarei della granulometria della sabbia o maggiore (granuli), mentre è meno frequente il fango carbonatico. Mancano generalmente ooliti e altri tipi di precipitati abiotici. Complessivamente, quindi, prevale la precipitazione dei carbonati biologicamente controllata. Le acque marine in cui si sviluppano queste piattaforme sono caratterizzate da un apporto di nutrienti maggiore rispetto alle piattaforme tropicali.
In territorio italiano, tra le bio-costruzioni più conosciute di questo tipo sono le tegnue di Chioggia, presenti diffusamente al largo della costa adriatica settentrionale, i cui organismi costruttori sono principalmente alghe corallinacee.

#### Piattaforme profonde
Esistono anche bioerme di ambiente marino profondo (da diverse centinaia di metri fino 1000-1300 metri di profondità), prodotte da un'ampia varietà di taxa (principalmente batteri, alghe e coralli). Queste biocostruzioni possono essere di mole notevole, confrontabile con quelle di superficie (decine di metri di altezza e lunghezza da centinaia di metri a decine di chilometri). Le facies attuali di questo tipo sono tuttora relativamente poco conosciute per la loro scarsa accessibilità, ma sono sostanzialmente diverse da quelle di bassa profondità, non essendovi ovviamente la differenziazione di facies lagunari interne. La bioerma in questo caso è costituita dal nucleo biocostruito, circondato da una fascia di detrito derivata dallo smantellamento parziale del reef ad opera di correnti di fondo e di organismi perforanti o incrostanti. Rispetto alle bioerme di superficie, il sedimento interstiziale e il detrito contengono componenti prevalenti derivati da resti organismi planctonici. Queste bioerme possono essere composte di materiale sciolto oppure litificato (litoerme). In quest'ultimo caso possono raggiungere rilievi topografici notevoli e pendenze ragguardevoli nelle zone di scarpata (fino a sub-verticali). Non essendo influenzate direttamente dalle ocillazioni del livello del mare, le dinamiche di crescita delle bioerme profonde dipendono soprattutto dalla disponibilità di ossigeno e nutrienti e da altri fattori come salinità e temperatura, controllati dalle correnti oceaniche. La precipitazione del carbonato di calcio è prevalentemente controllata o indotta biologicamente, ma esiste probabilmente una quota di precipitato abiotico in presenza di sorgenti
termali sul fondale marino.

#### Piattaforme micritiche
Nel passato geologico sono conosciuti molteplici esempi di piattaforme carbonatiche composte totalmente o quasi da fango carbonatico (micrite), tanto da essere definite in letteratura mud mounds ("mucchi di fango"). La genesi di queste bio-costruzioni è stata a lungo e accanitamente dibattuta dai geologi. Ora è largamente accettato dai ricercatori che siano di origine batterica. La micrite che compone queste piattaforme (cui molti autori danno il nome di "automicrite", cioè micrite di origine autoctona), deriva da sedimento litificato durante o appena dopo la formazione piuttosto che dopo il seppellimento, per precipitazione indotta biologicamente dall'attività batterica. Questo tipo di facies non va confuso con le facies stromatolitiche, caratterizzate da alternanze di lamine di origine algale, anche se le due facies possono coesistere nella stessa piattaforma. Le facies di piattaforma micritica sono caratterizzate dall'assenza di strutture di origine sedimentaria o biologica (anche se vi possono essere strutture concentriche o laminari derivate dalla precipitazione abiotica di cementi carbonatici). Queste bio-costruzioni sono sostanzialmente diverse da quelle derivate da organismi gregari o coloniali. Le comunità biologiche che danno origine a queste piattaforme sembrano crescere in acque meno ossigenate e con un maggiore contenuto di nutrienti rispetto agli altri tipi di piattaforma. Inoltre, i cianobatteri non sono legati agli strati superficiali della zona fotica come i coralli (che sono simbionti con alghe verdi), ma essendo in grado di utilizzare pure le lunghezze d'onda del blu (più penetranti) riescono a proliferare anche a profondità maggiori (fino ad alcune centinaia di metri). Piattaforme micritiche sono conosciute fin dal Paleozoico e frequenti fino a tutto il Mesozoico: sono comuni soprattutto nel Cambriano, in cui le comunità formate da metazoi in questo ambiente erano ancora poco sviluppate; nel Paleozoico Superiore (in particolare nel Carbonifero e secondariamente nel Permiano), nel  Triassico medio e ancora nel Giurassico inferiore. Nell'arco di tempo compreso tra l'inizio del Paleozoico e la fine del Mesozoico, i periodi di maggiore sviluppo di questo tipo di piattaforme sembrano correlati a momenti di crisi biologica e immediatamente seguenti questi ultimi, o a periodi comunque di scarsa diffusione e differenziazione delle comunità a metazoi. In tutto il Cenozoico non si hanno esempi significativi di questo tipo di piattaforme.

#### Piattaforme di ambiente lacustre
Sono conosciute anche piattaforme carbonatiche in ambiente lacustre, studiate soprattutto attualmente nei grandi laghi del rift africano (Lago Tanganica, Lago Niassa, Lago Turkana), e in alcuni grandi laghi asiatici, americani e australiani, (il lago di Van, un bacino lacustre ad acqua salmastra in Turchia, è un esempio classico).
Si tratta di depositi di tipo molto vario, che possono essere ricondotti per semplicità di esposizione a tre tipi fondamentali, a seconda del tipo di precipitazione:

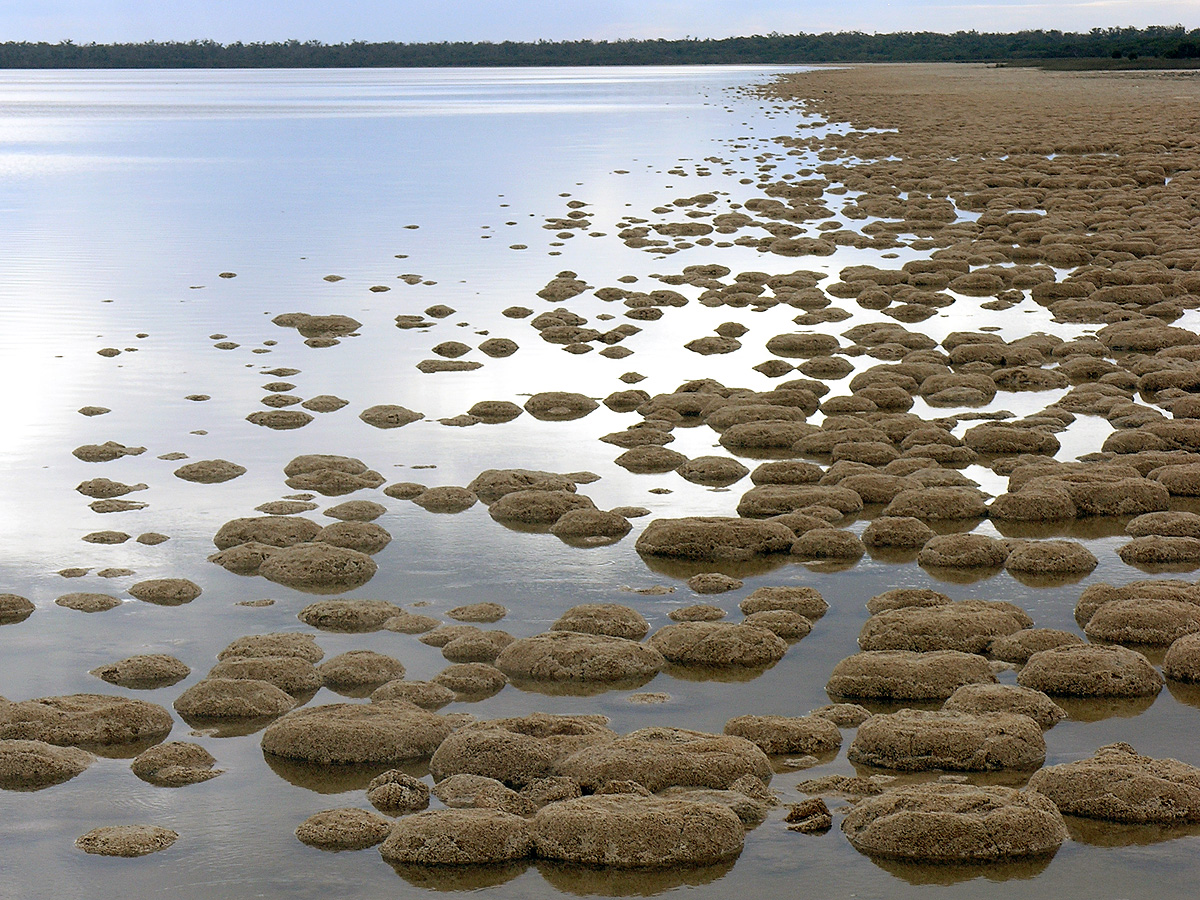
Tromboliti (microbialiti di origine batterica) sulla costa del Lago Clifton (Australia occidentale).

- Carbonati da precipitazione abiotica[17].
  - Depositi travertinosi prodotti dalla precipitazione diretta per opera di sorgenti minerali ricche in carbonati o da mescolanza di acque con diverso tenore di CO2.
  - Depositi a ooidi. Si formano in acque basse e agitate, formando barre e spiagge. La loro genesi in questo ambiente è ancora poco chiara, ma sembra simile a quella delle ooliti marine (degassazione di CO2 prodotta dall'agitazione delle acque e precipitazione di carbonato in sferule concentriche intormo a nuclei preesistenti per opera del rotolamento dei corpuscoli che costituiscono i nuclei stessi).
- Carbonati da precipitazione indotta biologicamente. Sono soprattutto microbialiti, bio-costruzioni micritiche derivanti dall'attività di cianobatteri. Nel lago di Van, le bio-costruzioni di questo tipo raggiungono decine di metri di altezza e morfologie a pinnacolo. Sono conosciute anche facies stromatolitiche (a laminazione piana o ondulata), oncolitiche (a laminazione concentrica) e trombolitiche (con struttura interna irregolare a celle), prodotte dall'attività di biofilm algali. Nella formazione di tutte queste strutture sembra giocare un ruolo chiave l'attività fotosintetica dei cianobatteri, la cui proliferazione sottrae CO2 all'ambiente, inducendo la precipitazione dei carbonati. Rispetto agli analoghi marini, invece, l'intrappolamento di particelle di sedimento sembra essere un fattore di minore importanza nella crescita delle bio-costruzioni. Nel Lago Tanganica, microbialiti trombolitiche coalescenti[18] di oltre 2 m hanno formato bio-costruzioni di aspetto reefoide alla profondità di 10–15 m, estese per centinaia di chilometri.
- Carbonati da precipitazione controllata biologicamente. Prodotti dalla proliferazione di tappeti algali (soprattutto a Charophyceae), e più limitatamente da molluschi (molto importanti i bivalvi e in particolare i gasteropodi, che producono veri e propri banchi conchigliari). Gli ostracodi (crostacei con guscio bivalve) formano localmente banchi sabbiosi che per cementazione possono dare vere e proprie bio-costruzioni.

Le piattaforme lacustri sono presenti estensivamente e in tutti i climi, da temperati e freddo-umidi a tropicali sia umidi che aridi. Le morfologie sono ugualmente molto varie, da tabulari a pinnacolari e a cumulo per le microbialiti e i depositi abiotici, mentre per i depositi controllati da alghe e molluschi si hanno in genere morfologie costiere tabulari o a "rampa".
In alcuni momenti della storia geologica, la precipitazione di carbonati (sia abiotica che biologicamente indotta o controllata) in ambiente lacustre ha dato origine a edifici carbonatici di notevole estensione (da decine a centinaia di chilometri quadrati e decine di metri di spessore). Un esempio sono le piattaforme carbonatiche ad alghe, ostracodi e molluschi sviluppatesi nel Cretaceo Inferiore dell'Africa occidentale e della costa orientale dell'America meridionale durante la prima fase di apertura dell'Oceano Atlantico, in un ambiente paragonabile a quello dei grandi laghi dell'attuale rift africano.

### Ambiente sedimentario
Perché una piattaforma carbonatica possa nascere e perdurare, devono esservi tre condizioni fondamentali:
- La presenza di una fascia marginale resistente all'azione del moto ondoso e delle correnti in grado di trattenere all'interno della piattaforma il sedimento, che altrimenti verrebbe facilmente asportato dagli agenti erosivi. Spesso, ma non necessariamente, si tratta di una scogliera o reef caratterizzata da una impalcatura rigida, costituita generalmente da scheletri di organismi e organismi viventi cementati tra loro (i coralli sono l'esempio più caratteristico presente nelle piattaforme attuali), che trattengono come una rete il sedimento fine (con granulometria variabile dalla sabbia al fango). La parte più esterna del reef è caratterizzata da alghe calcaree incrostanti (Lithothamnium), che formano un "crostone" ad alta resistenza nei confronti delle onde frangenti ed esercitano la funzione principale di protezione delle facies bio-costruite retrostanti e di tutto l'edificio della piattaforma.
- Un tasso di accumulo del materiale carbonatico che eguagli la subsidenza del fondale marino e permetta alla comunità vivente di restare entro l'intervallo di profondità ottimale per la propria sussistenza. Per le comunità attuali (principalmente coralli e alghe calcaree) e per la maggior parte delle piattaforme fossili, tale intervallo coincide con la parte superiore della zona fotica, cioè con l'intervallo di massima penetrazione della luce solare (in genere in acque molto limpide intorno ai 100–150 m di profondità). Entro questo intervallo gli organismi possono proliferare, in presenza di un apporto adeguato di nutrienti, e mantenere la piattaforma, anche in un regime di incremento del livello marino.
- Un rilievo più o meno accentuato nei confronti dei sedimenti adiacenti, conseguenza dei primi due punti.

Dal punto di vista geometrico, una piattaforma carbonatica è suddivisibile in diverse unità morfologiche:
- Avanscogliera (fore-reef). È la parte più esterna della piattaforma, costituita da una fascia di detrito che si raccorda gradualmente verso l'esterno con i sedimenti del fondale marino. È composta di strati di sedimento inclinati verso l'esterno, la cui inclinazione tende a diminuire gradualmente fino ad orizzontalizzarsi al raccordo con i normali sedimenti fangosi di fondale. Le pendenze possono essere anche elevate (fino a oltre 45º). Talora la granulometria può essere fino a molto grossolana (ciottoli e massi), per fenomeni di crollo del margine della scogliera. Anche questa parte della piattaforma (almeno fino al limite della zona fotica) è intensamente colonizzata da organismi come coralli, briozoi, alghe e altri invertebrati che contribuiscono a cementare e stabilizzare il detrito. Le proprietà petrofisiche come porosità e permeabilità sono massime nella fascia più interna e tendono a diminuire verso l'esterno per l'aumento della percentuale di materiale fangoso (non permeabile).

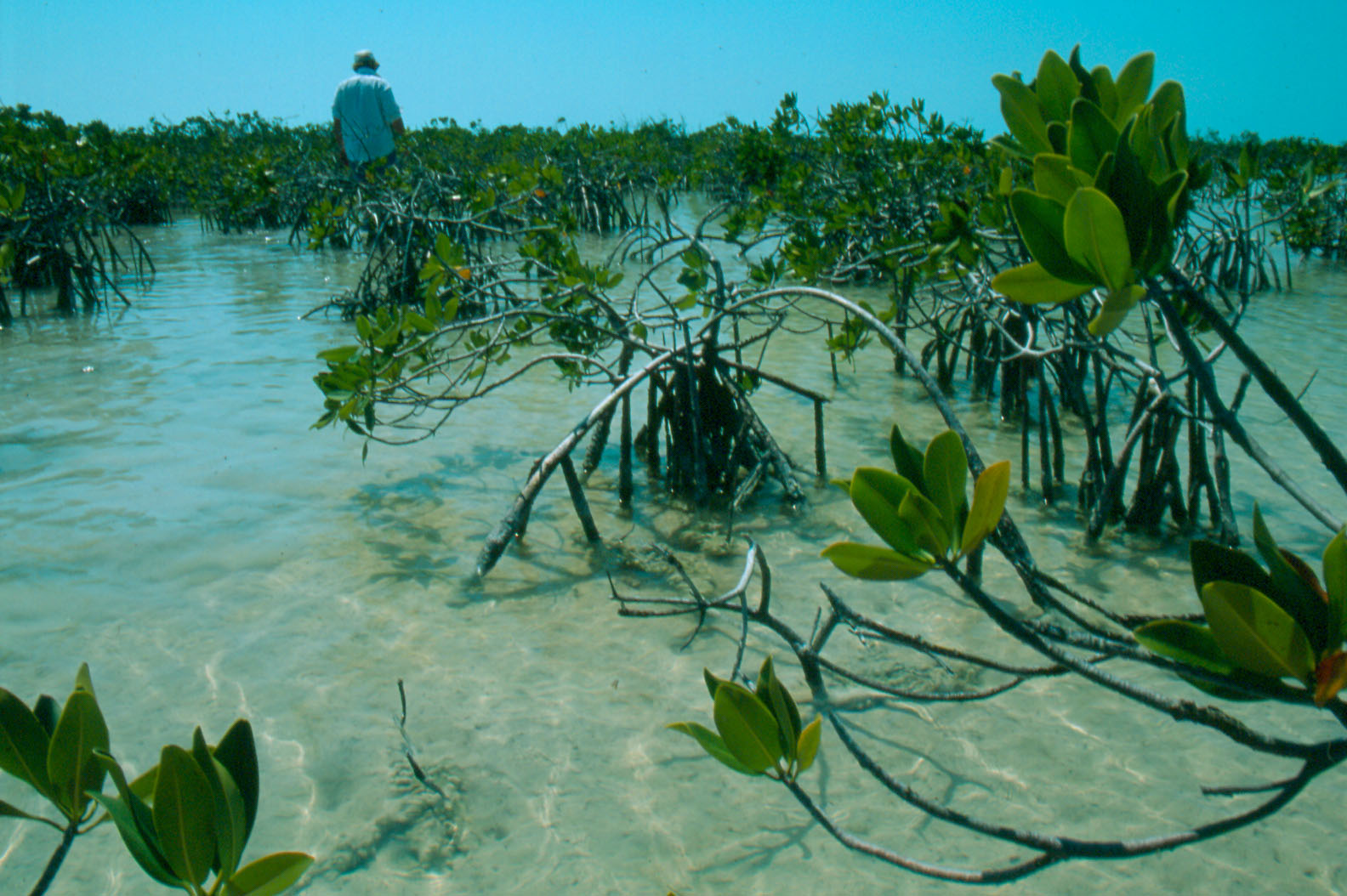
Una piana di marea (Florida Bay) colonizzata da giovani piante di mangrovia. Le radici e le fronde di queste piante, adattate ad un ambiente ipersalino o schizoalino e ad un substrato mobile, giocano un ruolo importante nel trattenere il fango carbonatico nella parte più interna delle lagune tropico-equatoriali.

- Scogliera (reef). È la parte più propriamente biocostruita, composta di organismi costruttori coloniali o gregari. È tipicamente priva di stratificazione interna, ed è caratterizzata da una elevata porosità e permeabilità iniziale, che poi tende con il seppellimento a diminuire bruscamente per l'infiltrazione di fango carbonatico e fenomeni di ricristallizzazione e cementazione dei carbonati. La parte superiore del reef è piatta, e segna il livello di alta marea (oltre il quale gli organismi costruttori, ovviamente, non possono vivere).
- Retroscogliera (back-reef). La parte di piattaforma (spesso prevalente in volume ed estensione areale) che si sviluppa dietro la scogliera, verso terra (nel caso che la piattaforma si trovi in una zona costiera continentale o insulare), oppure verso l'interno di un banco o di un atollo (nel caso che la piattaforma sia isolata). Questa unità è caratterizzata da una fascia di detrito della granulometria della sabbia a ridosso della scogliera, che sfuma internamente in sedimenti fangosi. Si tratta di aree di laguna in cui possono crescere ancora piccoli banchi e scogliere satelliti (patch-reefs), e in cui possono proliferare alghe calcaree e molluschi. La porosità e la permeabilità tendono a diminuire verso l'interno della piattaforma. La piattaforma interna può essere interessata da canali di marea e può raccordarsi con una piana di marea vera e propria (è il caso delle piattaforme costiere della Florida e di quelle del Golfo Persico). Localmente, possono esservi aree permanentemente emerse colonizzate da vegetazione e animali terrestri[21].

È importante notare che questa suddivisione non è solamente morfologica ma anche sedimentologica ed ecologica: ciascuna zona è caratterizzata da una particolare tipologia di sedimento e da una biocenosi ben definita e dotata di caratteri morfologici riconoscibili. Tutti questi caratteri sono riconoscibili anche nei sedimenti del passato geologico e permettono la ricostruzione paleoecologica di scogliere fossili tramite l'analisi della facies sedimentologica e l'analisi paleoecologica della tanatocenosi.
Come già accennato, nelle piattaforme di ambiente profondo mancano le facies di back-reef. Siamo infatti in ambiente totalmente subacqueo, al di sotto del raggio d'azione del moto ondoso, e non si possono ovviamente sviluppare facies "protette" verso terra.

### Diagenesi

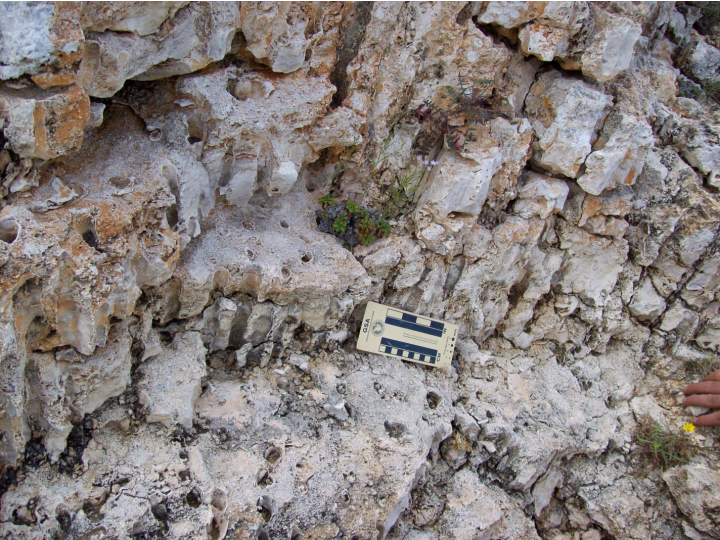
Reef a coralli dal Tortoniano (Miocene Superiore) di Maiorca (Isole Baleari - Spagna). Gli scheletri dei coralli (originariamente di aragonite) sono stati dissolti dalle acque meteoriche e le fronde dei coralli stessi sono visibili come modelli esterni, completamente svuotati, entro la matrice carbonatica.

Il materiale carbonatico accumulato dall'attività degli organismi viventi è carbonato di calcio (CaCO3), sotto forma sia di calcite che di aragonite, dipendentemente dal tipo di organismi (gli scheletri dei coralli attuali per esempio sono aragonitici).
L'aragonite, essendo una fase metastabile, tende facilmente a passare in soluzione nelle prime fasi di seppellimento e di diagenesi dei sedimenti, e ad essere sostituita da calcite o da dolomite. È ancora più facile che l'aragonite venga dissolta per opera degli agenti atmosferici se la bioerma passa in condizioni di esposizione subaerea (ad esempio, per una fase di abbassamento eustatico).
Essendo i sedimenti carbonatici spesso molto porosi, possono essere interessati dalla circolazione di acque dolci di falda derivata dalle precipitazioni meteoriche sulla parte emersa di una piattaforma. La mescolanza di acque marine e acque dolci all'interno del corpo di piattaforma crea le condizioni per la sostituzione del carbonato di calcio dei sedimenti con dolomite e quindi con la trasformazione del calcare in dolomia. Condizioni favorevoli alla dolomitizzazione dei sedimenti carbonatici si raggiungono anche nelle facies di piana di marea supratidale, in presenza di condizioni evaporitiche.
In generale, la piattaforme possono essere affette da fenomeni di carsismo dovuti ad emersioni parziali o totali in conseguenza di variazioni del livello del mare. Si tratta di fenomeni di dissoluzione del carbonato che danno origine a cavità: queste possono poi essere riempite da depositi successivi, o da cementi carbonatici derivati dalla precipitazione di carbonati contenuti nelle acque di sottosuolo, o ancora da depositi residuali dal tipico colore rosso in cui tendono a concentrarsi i minerali argillosi e gli ossidi metallici (soprattutto di ferro e alluminio) liberati dalla dissoluzione del carbonato. Le bauxiti presenti nel sud della Francia in facies di piattaforma carbonatica del Cretaceo Superiore e del Paleogene, oltre che in molte altre parti del mondo in facies simili, sono un esempio di questo tipo di depositi. Le bauxiti testimoniano una intensa alterazione meteorica in ambiente tropicale.
Con il progredire del seppellimento e della diagenesi, nei carbonati di piattaforma tendono generalmente a prevalere i fenomeni di cementazione, che possono succedersi in varie generazioni, con cementi di varia struttura e composizione (dipendentemente dalla composizione delle acque di sottosuolo e dalle condizioni di temperatura e pressione), fino ad occludere completamente i vuoti che costituiscono la porosità primaria e a "cancellare" le tessiture e le strutture sedimentarie originali. Il punto estremo di questo processo è il metamorfismo, in particolare il metamorfismo di seppellimento, di temperatura relativamente bassa (a partire da 200 °C) e alta pressione (oltre i 3 bar), con il quale un sedimento carbonatico si trasforma in un "mosaico" di cristalli di calcite (o dolomite), divenendo un marmo. Con il progredire dei processi del metamorfismo, possono innescarsi reazioni di decarbonatazione, che portano infine anche all'alterazione della composizione chimica originaria.

## Storia geologica
Facies di piattaforma carbonatica sono conosciute fin dal Proterozoico inferiore (circa due miliardi di anni fa), e si sono sviluppate per tutta la successiva storia biologica, con periodi di grande diffusione e periodi di crisi con riduzione estrema o addirittura scomparsa delle comunità relative, che tuttavia si sono sempre riprese e nuovamente differenziate, a testimonianza della ricchezza e vitalità di questi ambienti.

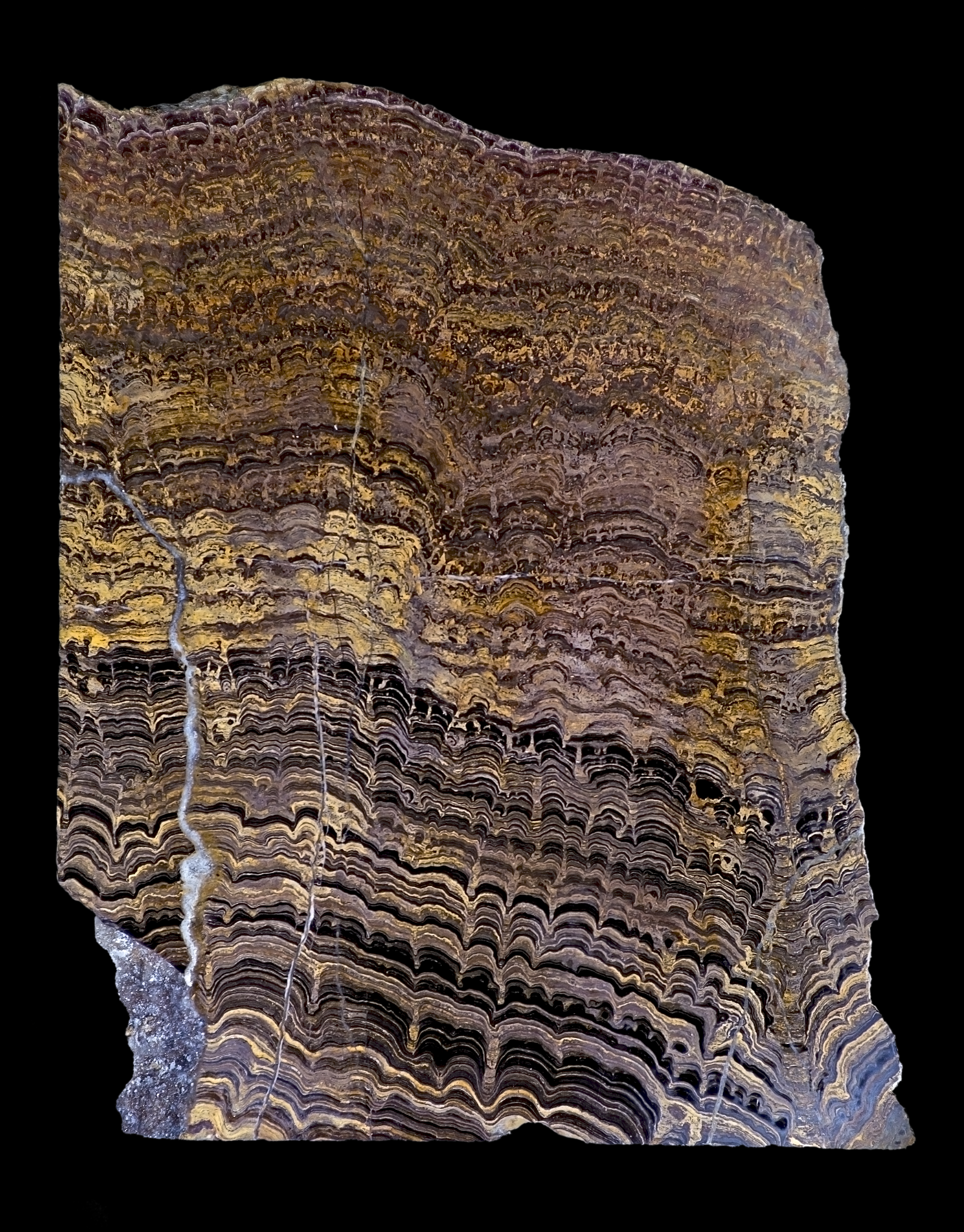
Esempio di stromatoliti fossili dal Proterozoico delle Ande boliviane.

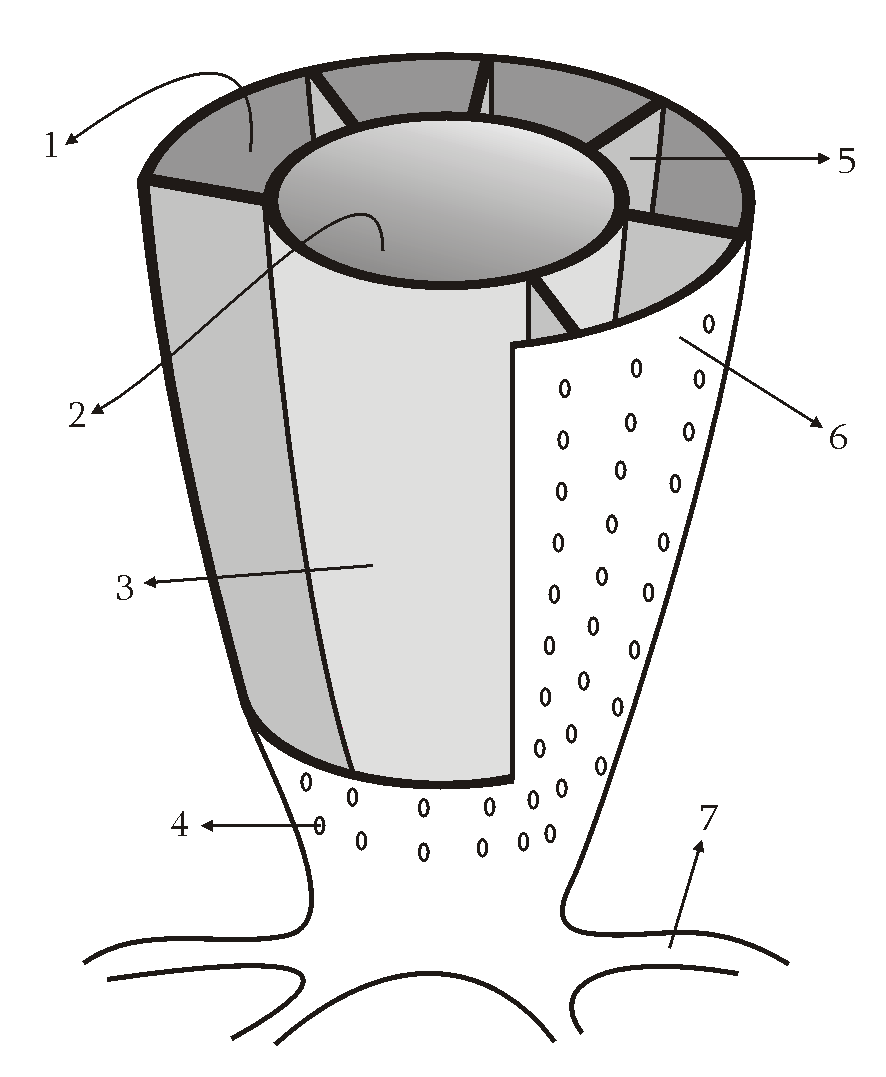
Schema generale della struttura di un archeociato: 1-spazio; 2-cavità centrale; 3-parete interna; 4-pori (presenti su tutte le pareti e i setti); 5-setti; 6-parete esterna; 7-rizoidi.

Le più antiche piattaforme carbonatiche conosciute, del Paleoproterozoico, sono formate da incrostazioni stromatolitiche prodotte da cianobatteri. Si trattava probabilmente di biofilm batterici che potevano "fissare" il carbonato di calcio e intrappolavano il sedimento fine prodotto dall'azione erosiva degli agenti atmosferici sulla piattaforma stessa. Le stromatoliti tipiche sono composte da sottili lamine (da millimetriche a centimetriche) di fango carbonatico chiaro (trasformato in micrite nelle stromatoliti fossili), alternate a lamine scure ricche di materia organica (derivata dall'attività dei tappeti algali). Altri tipi di strutture, definite tromboliti, sono esteriormente abbastanza simili alle stromatoliti ma hanno una struttura interna non laminata, a celle, molto irregolare. Si tratta sempre di strutture di accrezione derivate dall'attività di alghe e batteri che tendono a fissare il sedimento mediante biofilm e mucillagini. Le tromboliti danno origine più frequentemente a biocostruzioni sviluppate in altezza (a pinnacolo), e sono meno legate a contesti di acqua bassa.
Alcuni di questi edifici erano di dimensioni notevoli (fino ad alcune centinaia di metri di spessore e chilometri in lunghezza). Non vi sono metazoi conservati in questi sedimenti. L'ecologia di queste "factory" era probabilmente molto semplice.
In sedimenti di piattaforma carbonatica del tardo Neoproterozoico della Namibia, sono state recentemente rinvenute strutture di origine biologica interpretate come metazoi incertae sedis (poriferi o celenterati?), e riferiti al genere Namapoikea. Si tratta probabilmente di organismi coloniali: masse di forma irregolare, incrostanti, con una struttura interna tubolare, sicuramente mineralizzate (calcaree), che colonizzavano prevalentemente fessure naturali entro il corpo della piattaforma. La presenza di queste strutture nella piattaforme tardo-proterozoiche sembra indicare un habitat ecologicamente più complesso, in cui probabilmente poteva trovare rifugio anche una fauna a corpo molle già differenziata (paragonabile forse, in altro ambiente, a quella ediacariana coeva).

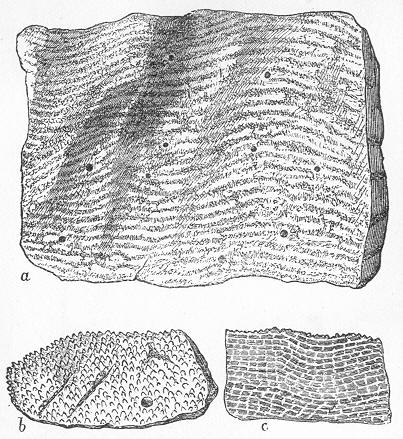
Illustrazione di stromatoporoidi fossili (gen. Stromatopora). a) superficie inferiore; b) superficie superiore; c) struttura interna in sezione.

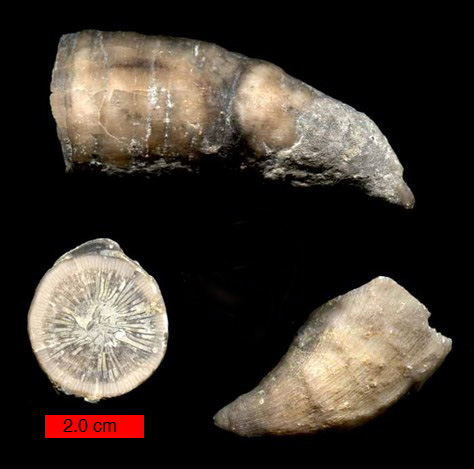
Tetracorallo solitario (Grewingkia canadensis), dall'Ordoviciano dell'Indiana (USA). Questi organismi non erano coloniali ma gregari e contribuivano secondariamente alla costruzione delle piattaforme.

Con la radiazione adattativa dei metazoi avvenuta nel Cambriano Inferiore, compare un nuovo tipo di piattaforma: le facies stromatolitiche vengono invase da organismi esteriormente simili a spugne, gli archeociati. Questi organismi, dotati di uno scheletro calcareo di forma conica, formavano piccole bio-costruzioni "patch" e tappeti sulla sommità delle piattaforme a stromatoliti.

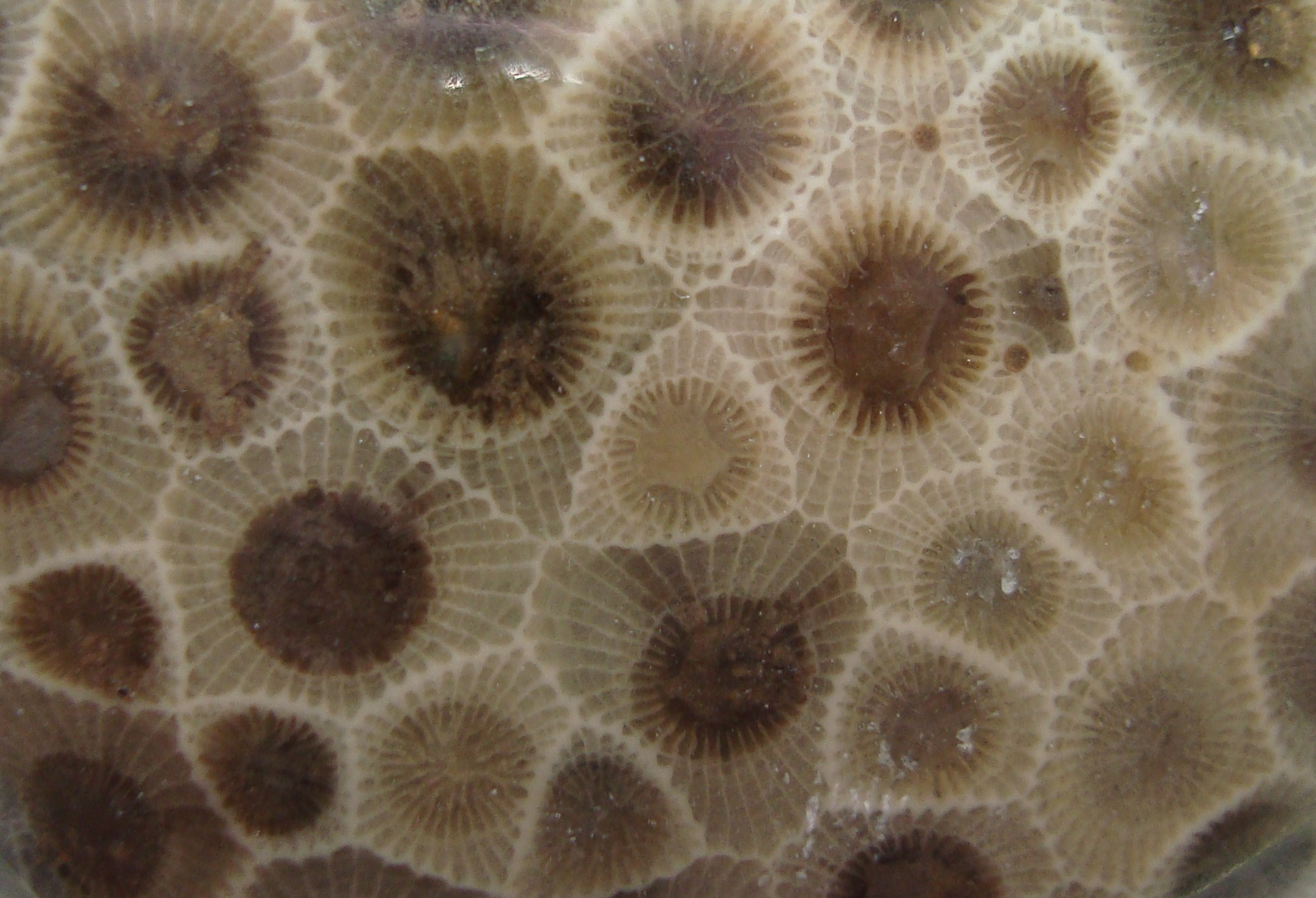
Tetracorallo coloniale (gen. Hexagonaria), in sezione lucida, che mostra nel dettaglio la struttura della colonia. Queste colonie costituivano vere e proprie bio-costruzioni.

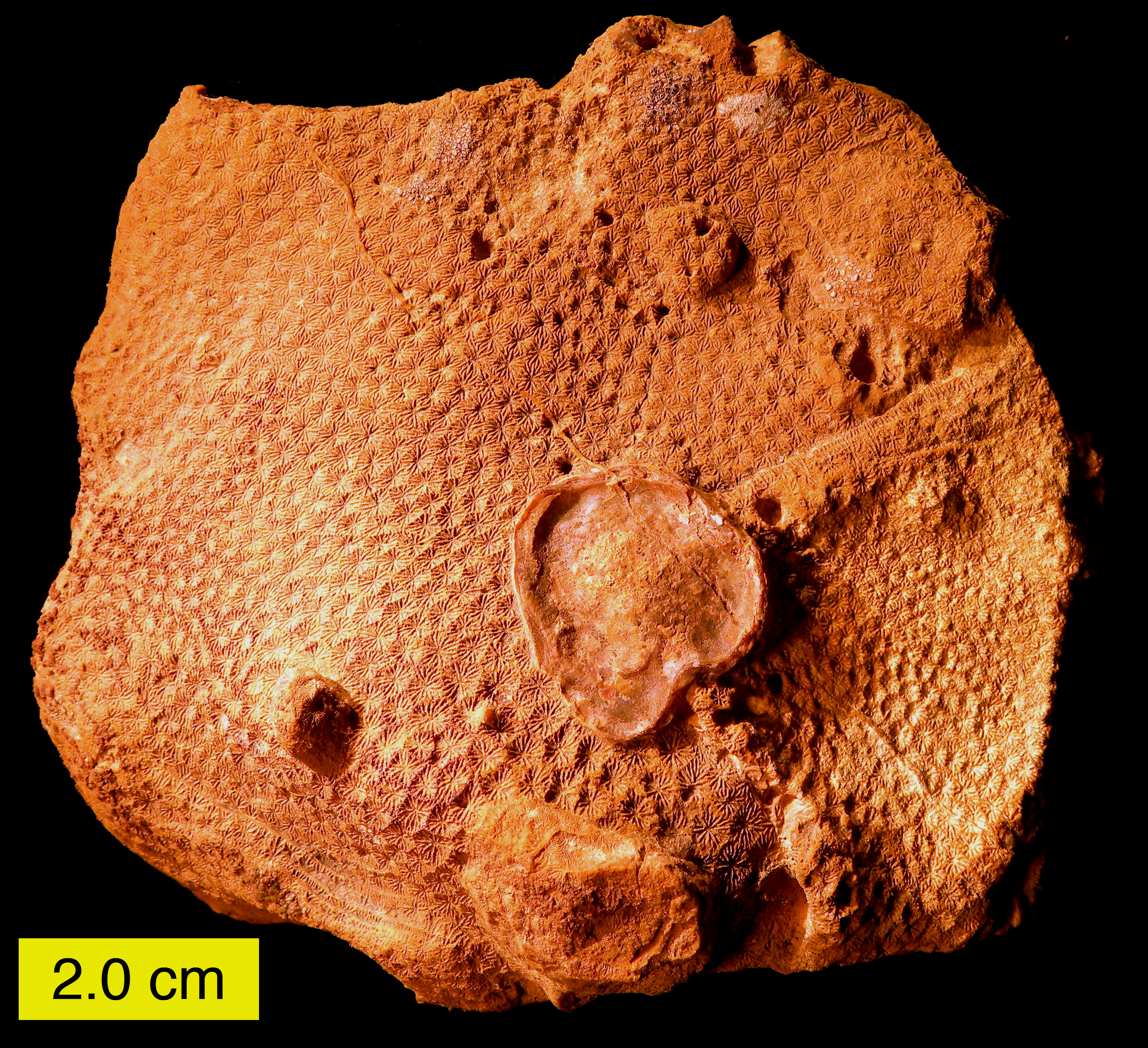
Esacoralli coloniali dal Giurassico (Calloviano) d'Israele.

Con la fine del Cambriano Medio e l'estinzione degli archeociati non vi furono più (almeno dal materiale fossile attualmente disponibile) bio-costruzioni animali ma solo piattaforme stromatolitiche per circa 60 milioni di anni. Dall'Ordoviciano Medio, la comparsa e la rapida differenziazione degli stromatoporoidi (probabilmente spugne calcaree), dei tetracoralli e delle alghe rosse portò allo sviluppo di bio-costruzioni e piattaforme carbonatiche molto più differenziate e con tratti maggiormente simili alle attuali, con veri e propri complessi di reef. Nel periodo tra l'Ordoviciano superiore e il Devoniano le comunità di piattaforma si differenziano notevolmente, attraendo molti altri gruppi faunistico-floristici: trilobiti e altri artropodi, brachiopodi, molluschi, echinodermi (soprattutto crinoidi), briozoi, alghe non bio-costruttrici.
Queste piattaforme tuttavia subiscono pesantemente la crisi biologica tardo devoniana (transizione Frasniano-Famenniano), e le successive piattaforme del Carbonifero e del Permiano sono ancora principalmente micritiche e stromatolitiche: i coralli e gli stromatoporoidi sono ancora diffusi ma non giocano un ruolo importante nella loro costruzione. Le comunità di piattaforma sono tuttavia ancora ben differenziate, con i brachiopodi come organismi animali non-costruttori dominanti.

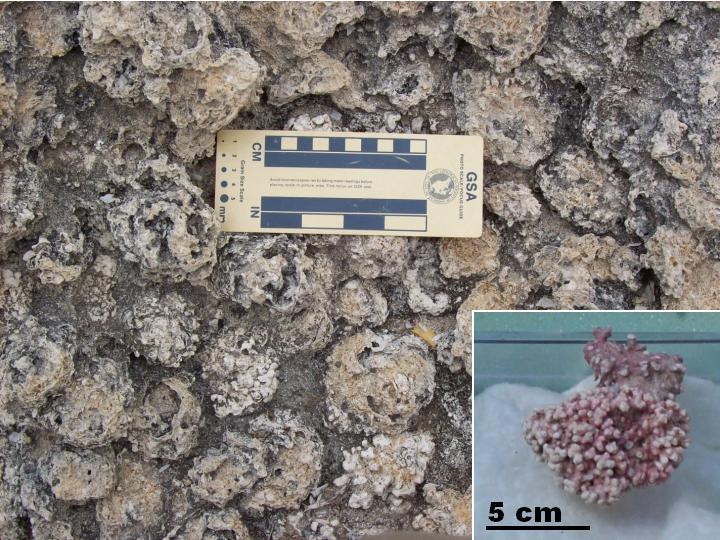
Rodoliti (concrezioni algali di forma sferoidale prodotte da alghe rosse) dal Miocene delle Isole Baleari (Spagna), e un esempio attuale dello stesso tipo di struttura. A partire dal Miocene, questo tipo di strutture ha contribuito significativamente alla costruzione di piattaforme carbonatiche.

La grande crisi biologica alla transizione tra Permiano e Triassico provoca l'estinzione della maggior parte dei taxa paleozoici (in particolare i tetracoralli) e la scomparsa delle facies di piattaforma carbonatica, che riprendono solo nel Triassico Medio e più decisamente nel Triassico Superiore. Le piattaforme triassiche sono però ancora prevalentemente di origine batterico-algale, e le facies bio-costruite a coralli (intanto sono comparsi gli esacoralli, a sostituire gli estinti tetracoralli) sono ancora poco sviluppate. Un tratto caratteristico delle piattaforme di questo periodo sono grandi bivalvi, (Megalodontacea) con una caratteristica conchiglia a forma di cuneo, che ne popolavano le acque basse delle lagune interne.
Le piattaforme carbonatiche a coralli e alghe riprendono a fiorire nel Giurassico e nel Cretaceo. In quest'ultimo periodo si sviluppano anche edifici bio-costruiti molto peculiari, caratterizzati da bivalvi di forma tendenzialmente conica per lo sviluppo di una sola delle valve: le rudiste, che si estinguono nella crisi biologica tra Cretaceo e Terziario.

Nel Terziario, complessivamente si assiste ad un lento declino delle scogliere a coralli, ora molto più ristrette arealmente che nel passato. 

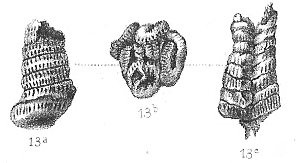
Un vermetide fossile dal Pliocene del Belgio.

In questa riduzione hanno probabilmente giocato sia un progressivo raffreddamento del clima che una graduale variazione nella distribuzione delle terre emerse, con la frammentazione e la scomparsa dell'oceano della Tetide (prevalentemente orientato est-ovest a latitudini tropico-equatoriali), sostituito da domini oceanici rivolti prevalentemente nord-sud. Le alghe calcaree (sia verdi che rosse) tendono a divenire tra i più importanti organismi biocostruttori, soprattutto dal Miocene. Compaiono i vermetidi, che divengono biocostruttori significativi soprattutto alle medie e alte latitudini.

## Interesse economico
Oltre a fornire tuttora i mezzi di sussistenza per le popolazioni residenti, le piattaforme carbonatiche attuali hanno un interesse economico soprattutto locale, sia per la pesca, che per il turismo.

### Potenziale minerario
Le piattaforme carbonatiche del passato sono una delle fonti primarie delle rocce calcaree e dolomitiche, spesso cavate come pietra da costruzione, pietra ornamentale e per usi artistici, o come componente base per la fabbricazione del cemento. In Italia, si possono ricordare i marmi delle Alpi Apuane, tra cui il celebre Marmo di Carrara, cavati da secoli per usi edili e artistici e derivati dal metamorfismo di calcari di piattaforma carbonatica di età che vanno dal tardo Triassico al Giurassico Inferiore. I cristalli di calcite, dolomite e minerali accessori che si possono rinvenire in questi complessi, e i fossili tipici di questi ambienti hanno interesse per il mercato "di nicchia" dei minerali e dei fossili da collezione.
Come già detto, inoltre, le rocce carbonatiche sono anche fonti rilevanti di alluminio, estratto da depositi bauxitici.

### Potenziale di ricerca degli idrocarburi
Le rocce carbonatiche derivate da sedimenti di piattaforma costituiscono importanti rocce serbatoio per gli idrocarburi (petrolio e gas naturale), con il 40% circa delle riserve accertate.
Questa tipologia di sedimenti è caratterizzata da porosità e permeabilità elevate soprattutto nelle facies di reef, nelle facies di forereef prossimali (scarpata) e nelle facies di backreef a più alta energia. I sedimenti carbonatici sono però fortemente soggetti alla diagenesi, con fenomeni di dissoluzione e cementazione che ne alterano spesso le caratteristiche petrofisiche fin dalle prime fasi del seppellimento (vedi Sedimentazione e diagenesi). Questi processi possono in qualche caso migliorare le caratteristiche petrofisiche di questi serbatoi, incrementando sia la porosità che la permeabilità, quando prevale la dissoluzione (ad esempio nel caso dei carbonati soggetti a carsismo). Tuttavia, con l'aumento della profondità di seppellimento e il progredire della diagenesi tendono a prevalere i processi di cementazione, in seguito ai quali le rocce carbonatiche possono perdere in gran parte (o in tutto) le caratteristiche petrofisiche più favorevoli, divenendo serbatoi di difficile producibilità. Le facies di laguna e piana di marea, come del resto quelle di forereef più esterno, in cui prevalgono i sedimenti fini a bassa permeabilità, sono generalmente mediocri o cattivi serbatoi.
La presenza di una fratturazione naturale di origine tettonica può però rendere producibile una formazione rocciosa che di per sé avrebbe caratteristiche di prorosità e permeabilità primaria scadenti.
Le facies di laguna a sedimentazione carbonatica, spesso caratterizzate da sedimenti euxinici in cui la materia organica viene preservata dall'assenza di ossigeno nello strato d'acqua prossimo al fondale, possono essere ottime rocce madri degli idrocarburi.
I sedimenti di backreef, caratterizzati da tessitura fine (micriti) e spesso associati nella porzione supratidale ad evaporiti come sale, gesso e (come sedimento diagenizzato) anidrite, costituiscono spesso le rocce di copertura dei giacimenti di idrocarburi localizzati in rocce di piattaforma carbonatica. Tra i giacimenti di questo tipo, in circa il 60% dei casi le rocce di copertura sono evaporiti deposte in contesti di piana di marea supratidale. Questo si verifica per la migrazione laterale degli ambienti nel corso del tempo (progradazione e retrogradazione), dovuta a variazioni del livello del mare, che può portare facies di backreef impermeabili al di sopra di facies porose e permeabili di reef o forereef.

#### Esempi di giacimento
Un esempio molto citato in Italia di giacimento di idrocarburi a olio e gas in carbonati di piattaforma di età triassica è quello di Trecate, tra le provincie di Milano e Novara. Le rocce serbatoio sono in questo caso antichi sedimenti di piattaforma carbonatica dolomitizzati, di età medio-triassica (Anisico-Ladinico) e tardo-triassica (Norico-Retico). In questo caso, la trappola che costituisce il giacimento è di tipo essenzialmente strutturale, ed è costituita da un paleo-alto di età giurassica inferiore, determinatosi in seguito ad una fase tettonica distensiva dovuta all'apertura del paleo-oceano della Tetide. Questo alto strutturale è stato successivamente ricoperto e sigillato da rocce di copertura di età cretacica e terziaria, e poi in parte deformato dall'orogenesi alpina dal Miocene. La roccia madre di questo giacimento è costituita da sedimenti argilloso-marnosi di tipo euxinico depositatisi entro bacini situati tra le piattaforme carbonatiche del Triassico medio. Questi sedimenti bacinali sono presenti entro la struttura di Trecate a contatto con le rocce serbatoio dolomitiche coeve per transizione laterale di facies: gli idrocarburi formatisi entro queste rocce madri hanno quindi potuto migrare direttamente entro le rocce serbatoio.
Un altro esempio italiano di giacimento petrolifero in carbonati di piattaforma è quello di Monte Alpi, in Val d'Agri (Basilicata), in rocce calcaree di età giurassica e cretacea coinvolte in falde tettoniche messe in posto nel Pliocene inferiore. Queste rocce, a bassa porosità primaria, producono prevalentemente da un reticolo di faglie e fratture naturali.